# José Luis Barceló Mezquita
José Luis Barceló Mezquita (Madrid, Madrid, 15 de junio de 1963) es un escritor y periodista español, miembro de la Asociación de la Prensa de Madrid-APM y del Ilustre Colegio de Ciencia Política y Sociología de Madrid. Experto en Relaciones Internacionales y Community Manager, ha sido consultor y director de desarrollo de diversos medios digitales. Ha colaborado en la sección de internacional del diario El Mundo y ha sido fundador de  El Semanal Digital. Es un eminente coleccionista, tasador y perito judicial, miembro de la Asociación Profesional Colegial de Peritos Judiciales del Reino de España-ASPEJURE y miembro fundador de CEPTAPA Consejo Español de Peritotos Tasadores de Arte y Patrimonio Artístico.
- Datos: Q16297621